# Nanonycteris veldkampii
Nanonycteris veldkampii é uma espécie de morcego da família Pteropodidae. Pode ser encontrada na Libéria, Serra Leoa, Guiné, Costa do Marfim, Gana, Benim, Togo, Nigéria, Camarões e República Centro-Africana.